# Ermanno Carlotto (cannoniera)
L'Ermanno Carlotto è stata una cannoniera della Regia Marina. Dopo l'armistizio del 1943 ha prestato servizio nella Marina imperiale giapponese come Narumi, mentre dopo la fine della seconda guerra mondiale è stata utilizzata dalla Marina della Repubblica di Cina e poi dalla Marina della Repubblica Popolare Cinese come Kiang Kun.

## Storia

### Il servizio per la Regia Marina

#### La costruzione e gli anni Venti e Trenta
Nel 1910, su richiesta del Ministro degli esteri (a sua volta contattato dall'ambasciatore italiano a Pechino), la Regia Marina decise la costruzione di due cannoniere fluviali da destinarsi alla stazione in Cina, per proteggere le comunità italiane lungo i fiumi cinesi ed in particolare l'alto Fiume Azzurro ed il Pai-ho, dove commercianti ed imprenditori italiani avevano costruito stabilimenti tessili e gestivano attività commerciali, oltre che, soprattutto sullo fiume Azzurro, l'attività di importazione del corallo, che veniva lavorato in Italia e quindi nuovamente esportato in Estremo Oriente (ciò ad opera soprattutto di ditte artigianali napoletane). Navi di maggiori dimensioni, infatti, non potevano spingersi oltre Wusung (nella foce del fiume Azzurro) e Hankow se non a fatica (e inoltre, per questioni economiche, la Regia Marina non poteva più permettersi di inviare continuamente navi da guerra in Estremo Oriente come stazionarie: per anni la protezione delle comunità italiane fu di competenza francese). Tra il marzo 1911 ed il novembre 1913 fu costruita in Italia la cannoniera Sebastiano Caboto, del dislocamento di un migliaio di tonnellate, poi giunta a Shanghai nell'aprile 1914 dopo un viaggio di quattro mesi.
Per la seconda cannoniera (progettata nel 1913), che avrebbe dovuto essere di dimensioni più contenute della Caboto (247 tonnellate di dislocamento standard ed 84 o 91 cm – per altre fonti 1,30 m – di pescaggio; anche il bordo libero era visibilmente ridotto), in modo da poter risalire i fiumi con maggior facilità e sicurezza, superando rapide, scogli e bassifondali laddove la Caboto avesse avuto problemi (specialmente nell'alto corso del fiume Azzurro, caratterizzato da violente rapide nel tratto finale), si decise di affidare la costruzione ad un cantiere cinese. Dietro disposizioni dello Stato maggiore, il comandante dell'incrociatore corazzato Marco Polo, dislocato in Cina (per altre fonti il comandante del distaccamento di Pechino), s'informò sui cantieri locali, e per la costruzione venne scelto il cantiere navale Shanghai Docks and Engineering Company (per altra fonte Dode Engineering) di Shanghai. Una volta scelto il cantiere (il contratto fu stipulato nel 1913), la nuova nave, che avrebbe dovuto chiamarsi Ermanno Carlotto, in memoria di un sottotenente di vascello caduto durante la Ribellione dei Boxer e decorato con la Medaglia d'oro al valor militare, venne subito impostata: la costruzione avvenne secondo le specifiche tecniche ed operative richieste dalla Regia Marina, e fu sorvegliata da un ufficiale del distaccamento della Regia Marina di Tientsin. L'armamento della cannoniera, che avrebbe potuto raggiungere una velocità di 13,5 nodi (l'alimentazione delle due caldaie Yarrow era in origine a carbone, e venne successivamente convertita alla nafta: la scorta di nafta era di 56 tonnellate), si sarebbe composto di due cannoni da 76/40 mm (modello, a seconda delle fonti, 1916 o 1917), uno a proravia della timoniera ed uno nell'estrema parte poppiera della sovrastruttura, e di alcune mitragliere (6 FIAT da 8 mm e due Colt da 6,5/80 mm). Le due eliche (in grado di raggiungere i 286 giri al minuto) erano collocate in altrettanti tunnel, e così protette in modo da non danneggiarsi nell'eventuale urto contro scogli, mentre la carena sarebbe stata suddivisa in vari compartimenti. All'equipaggio italiano, composto da personale della Regia Marina (che, oltre che dell'armamento della nave, avrebbe avuto a disposizione anche numerosi fucili mod. 1891 e pistole Beretta da 7,65 mm, si sarebbero aggiunti alcuni civili cinesi per compiti di vario genere: pilota fluviale, cuoco ed interprete.
Impostata nel marzo 1914, la nave avrebbe dovuto essere ultimata in dicembre, ma la costruzione andò a rilento, dato che, nell'imminenza dello scoppio di un conflitto mondiale, venne data la priorità ad altre costruzioni. Nel 1915, a seguito dell'entrata dell'Italia nella prima guerra mondiale, la costruzione della Carlotto venne interrotta, essendo la Cina neutrale, e potendo riprendere solo dopo la fine del conflitto, con il varo nel 1918. La cannoniera fu completata nel marzo 1921 (altre fonti, invece, collocano l'entrata in servizio al 12 dicembre 1921) e venne immediatamente inviata sul fiume Pai-ho, dov'erano in corso combattimenti tra le truppe di due signori della guerra cinesi, che ponevano a rischio i cittadini di tutte le nazioni occidentali. In tale occasione la Carlotto visitò alcune missioni italiane mai raggiunte da navi nazionali sino ad allora. In seguito la nave percorse più volte l'Alto e il Medio corso del fiume Azzurro. Dopo il ritorno a Shanghai, la nave risalì il fiume Han, affluente del fiume Azzurro nei pressi di Hankow, e quindi il fiume Min, anch'esso affluente del fiume Azzurro. Nel corso di tali navigazioni gli ufficiali della cannoniera tracciarono per la prima volte delle carte nautiche dettagliate di tali fiumi, riportando informazioni idrografiche, cicli di piena, correnti di piena, bassifondali ed altre informazioni necessarie per navigare sui fiumi.
Particolare rilievo ebbe la risalita, mai sino ad allora tentata con successo, del fiume Azzurro per oltre 1000 miglia, intrapresa dalla Carlotto nel 1923, al comando del 1° tenente di vascello Alberto Da Zara (gli unici altri due ufficiali della nave erano il direttore di macchina, tenente del Corpo del genio navale Felice Fantin, ed il medico di bordo, sottotenente di vascello Neilson Gerardo Montgomerie): tale viaggio portò la nave laddove nessun'altra unità si era fino ad allora spinta, giungendo ad un punto di un'altitudine di 200 metri superiore a quello di partenza (che era al livello del mare). Da Zara, che aveva assunto il comando della nave nel settembre 1922 (e che lo tenne sino al marzo 1924, dopo essere stato promosso nel 1923 a capitano di corvetta), progettò sin subito una tale risalita del fiume (aveva anzi chiesto il comando proprio della Carlotto per tale espresso motivo). Verso la metà del febbraio 1923 la cannoniera risalì il fiume Azzurro sino a Nanchino e Kiukiang (Jiujiang), per prepararsi alla risalita, che avrebbe dovuto portarla oltre Ichang (a più di 1.000 miglia dalla foce) e Suifu, alle pendici del Tibet (durante una visita a bordo, l'ispettore fluviale Boss spiegò all'equipaggio che oltre Ichang sarebbe stato possibile pagare solo in dollari d'argento con l'effigie di Yuan Shikai). Sino a Ichang il fiume Azzurro scorreva con grandi meandri in mezzo a una grande pianura alluvionale, mentre oltre tale località scorreva tortuoso e turbolento in una valle rocciosa molto ristretta, caratterizzata da dieci grandi gole (tra Ichang e kWei Chow-fu, che si trovava poco oltre metà strada tra Ichang e Chung-king, si susseguivano, nell'ordine, la gola di Ichang, la gola di Niun kan ma fei, delle rapide, la gola di Mitan, altre rapide, la gola di Tiskwan-sai, la gola di Wushan, la gola di Jeng-ksiang, un torrente, la gola di Pa Ngnal, la gola di Hwang Tsao e la gola di Minc Huei), fondali irregolari, sponde aspre, numerosi ostacoli sia al centro del letto che ai lati, che generavano correnti contrarie e gorghi, facendo raggiungere all'acqua una velocità di 9-13 miglia orarie. Dopo aver pianificato la navigazione ed imbarcato l'anziano ed esperto pilota cinese Tai Li, la Carlotto lasciò Ichang l'11 giugno 1923. Dopo aver oltrepassato Ichang, a più di mille miglia da Shanghai, ed aver incontrato la prima gola, la Carlotto dovette affrontare la prima rapida (chiamata Taipinkt), in un tratto di fiume caratterizzato da grandi ed affilati scogli che si protendevano verso il centro del letto, producendo gorghi e controcorrenti. Per poter avanzare contro la corrente, che scorreva ad otto miglia orarie, la Carlotto dovette incrementare la velocità a 13 nodi. Dopo un'ora di navigazione la cannoniera incontrò la rapida di Kung-Ling, che aveva precedentemente provocato la perdita di altre navi, tra cui il piroscafo a ruote tedesco Sui Hsiang, affondato il 28 giugno 1900 dopo essere stato squarciato da uno scoglio, mente era diretto a Chung-Khing per portarvi, per primo, la bandiera tedesca. Dopo aver superato tale rapida, il 12 giugno la nave incontrò la gola di Niu-Kan-Ma-Fei, con pareti di roccia e montagne di oltre 1000 metri che scendevano sino alla riva del fiume, e quindi la rapida a tre salti di Hsing-T‘an, resa pericolosa dai bassifondali e dai vortici che si creavano in entrambi i sensi da cui si provenisse. Transitata a bassa velocità nei pressi di Shin Men ed oltrepassati degli scogli pericolosi per la navigazione (dove meno di due anni prima si era incagliata, riportando seri danni, la cannoniera francese Doudart De Lagrée), la Carlotto si avvicinò alla rapida di Yeh-T'an, avente un'estensione di 500-600 metri ed una forma di triangolo isoscele (con base a monte e vertice opposto verso valle), anch'essa rivelatasi molto problematica per precedenti navi che avevano tentato di passarla (la cannoniera britannica Kinsha aveva rinunciato dopo tre tentativi andati a vuoto, mentre la francese Olry era riuscita a superarla solo venendo alata da terra): Da Zara mandò tutto l'equipaggio ai posti di manovra e comunicò alla sala macchine di tenersi pronta a sviluppare la velocità massima, poi manovrò per avvicinarsi alla sponda destra, cercando di evitare di finire nella controcorrente (che avrebbe fatto incagliare o traversare la nave): la cannoniera italiana, vibrando e rollando fortemente a causa dei continui gorghi che si formavano a prua ed ai lati, ed accostando di continuo per tenersi ai bordi delle controcorrenti ed al centro del letto, superò la rapida procedendo molto lentamente (a due-tre nodi, nonostante la nave si stesse spingendo alla velocità massima, di 13-14 nodi – in particolare, 2,4 nodi di velocità raggiunti con 14 nodi di velocità sviluppati –, ed il vento detto Shang Feng spirasse di poppa) contro le onde che investivano la prua, concludendo la manovra in 22 minuti. In seguito l'unità affrontò la Rapida del Dragone (che in inverno causava mediamente tre morti al giorno tra gli equipaggi delle giunche, ma che in estate era attraversabile con maggiore facilità) e la rapida di Hu-T'an, particolarmente turbolenta e fiancheggiata, a destra ed a sinistra, da scogli affilati protesi verso il centro del corso d'acqua, riducendone la larghezza a meno di un centinaio di metri. La Carlotto proseguì in un tratto dov'erano precedentemente andate perdute altre navi fluviali, e, senza incontrare ulteriori difficoltà (ma navigando soltanto di giorno), giunse a Chung-King il 16 giugno 1923, a 1344 miglia dalla foce del fiume Azzurro e a 200 metri sul livello del mare, portando per la prima volta la bandiera italiana in tale luogo. La nave, tuttavia, proseguì ed il 25 giugno arrivò a Sui Fu, ove aveva inizio l'Alto fiume Azzurro, dove sostò brevemente per alcuni lavori di riparazione, dopo di che imboccò il fiume Min ho, a regime quasi torrentizio. Dopo un'altra settimana di navigazione, che dovette essere compiuta scandagliando continuamente il fondale con canne di bambù (sotto la chiglia vi erano infatti solo alcuni palmi d'acqua), il 3 luglio 1923 la Carlotto giunse a Kiating Fu (per altre fonti il viaggio, iniziato ad Ichang l'11 giugno, si concluse a Kiating il 20 giugno), a 3400 metri dalla foce del fiume Azzurro e a 350 metri sul livello del mare, dove rimase per due settimane. La discesa del fiume, anch'essa non priva di difficoltà, face passare la Carlotto a Nanchino, Hankow ed infine Shanghai. Navigando con la corrente (fino a 15 nodi, immediatamente prima della stagione delle piene) a favore, la Carlotto discese da Chung-King all'imboccatura delle gole in meno di due giorni, filando a 26 nodi, poi, a metà novembre, discese più lentamente da Hankow a Shanghai insieme all'esploratore Libia. La cannoniera italiana fu la prima nave ad arrivare a Chung-King da Shanghai (eccetto che per svernarvi), percorrendo in tutto, in meno di quattro mesi, quasi 5.000 miglia. Alla fine del viaggio, a causa degli sforzi cui era stata sottoposta, la catena di trasmissione che collegava l'albero motore all'elica si era allungata di circa 2 metri L'impresa ebbe grande risonanza, ed il Grande ammiraglio Paolo Thaon di Revel, Ministro della Marina, elogiò il comandante Da Zara, gli ufficiali e tutto l'equipaggio, specialmente quello di macchina. Dopo aver stazionato sul posto per tre mesi, Da Zara decise di congedarsi organizzando un ballo («The Italian Ball») cui presero parte centinaia di italiani là residenti.
L'attività degli uomini della Carlotto (così come della Caboto) riguardava anche i controlli sulla correttezza dei commerci e sulle compagnie di navigazione italo-cinesi: nel caso venissero rilevati degli illeciti, gli ufficiali informavano le autorità del consolato, per far ritirare la bandiera italiana alle navi le cui compagnie armatoriali avevano capitale societario non a maggioranza italiana, ed i cui equipaggi non avevano composizione, sul piano quantitativo e qualitativo (il comandante ed i due terzi dell'equipaggio dovevano essere italiani, anche se altre norme consentivano una minore percentuale), conforme alle norme italiane. Molte di tali navi, infatti, erano di fatto passate sotto il controllo, invece che di comandanti italiani, di padroni marittimi cinesi, che le utilizzavano per il contrabbando di armi, e ciò aveva causato diversi tentativi di fermo ed ispezione di tali piroscafi da parte delle autorità cinesi, ma il fermo non era permesso dagli accordi stipulati con il governo cinese, ed era ritenuto intollerabile per la credibilità ed il prestigio delle compagnie di navigazione italiane e, conseguentemente, dell'Italia. Le cannoniere avevano anche il compito di proteggere le missioni italiane, spesso minacciate da saccheggi da parte di pirati fluviali, sbandati e reparti combattenti di opposte fazioni.

La Carlotto ed il suo equipaggio.

Tra i primi comandanti della Carlotto, negli anni venti, vi fu il tenente di vascello Angelo Iachino. Nel 1924 la nave ricevette la bandiera di combattimento, offerta dalle donne italiane di Shanghai. Nella prima metà degli anni venti la Caboto e la Carlotto, rinforzate, in periodi differenti, dall'esploratore Libia, dall'ariete torpediniere Calabria e dall'incrociatore corazzato San Giorgio, proseguirono nella loro attività di controllo della situazione e protezione degli interessi e delle comunità italiane, in un quadro complicato dalla guerra civile cinese. Nel 1926 fu comandante, per sei mesi, della Carlotto, di stazione nel fiume Azzurro, il tenente di vascello Adalberto Mariano, che avrebbe di lì a poco partecipato alla sfortunata spedizione artica del dirigibile Italia.
Nel 1927, nel pieno della guerra civile tra i comunisti di Mao Tse-tung e i nazionalisti di Chiang Kai-shek, diverse nazioni occidentali (Francia, Stati Uniti, Regno Unito, Italia) ed il Giappone inviarono navi a Nanchino (capitale della Cina Nazionalista), che stava per essere attaccata dalle forze comuniste, per evacuare, se necessario, i propri cittadini residenti nella città: l'Italia vi inviò la Carlotto. Nel corso dello stesso anno la nave, mentre scendeva il fiume Azzurro diretta a Shanghai, venne fatta oggetto di intenso tiro di fucileria, rispondendo al fuoco e disperdendo gli attaccanti. Il 27 giugno 1928, quando truppe comuniste attaccarono Changsha, le cannoniere Palos (statunitense), Teal (britannica) e Kotoga (giapponese) inviarono drappelli da sbarco a terra per aiutare i civili, e la Palos aprì il fuoco, sparando 67 colpi di cannone e 2000 di mitragliera e subendo lievi danni; la Carlotto, insieme alla cannoniera britannica Aphis, aprì anch'essa il fuoco, unendosi alla Palos nello scontro.
Dell'equipaggio della Carlotto fece parte anche, nel 1930, il sottocapo meccanico Tullio Tedeschi, che avrebbe poi partecipato all'impresa di Suda durante la seconda guerra mondiale. Nel 1931, mentre l'unità pattugliava il fiume Azzurro tra Shanghai e le gole di Ychang, il medico di bordo della cannoniera, Eugenio Ghersi, girò numerosi filmati del Fiume Azzurro, avendo come protagonisti i propri commilitoni. Nel maggio, nel giugno e nell'ottobre 1936 la Carlotto compì tre crociere, partendo ogni volta da Shanghai e raggiungendo Hankow e Nanchino, per poi rientrare a Shanghai. Il 22 dicembre la nave ripartì per Nanchino, vi passò sei giorni (tra cui Natale, che l'equipaggio festeggiò a bordo della nave con una lotteria) e rientrò a Shanghai il 30 dicembre.
Il 16 febbraio 1937 la Carlotto lasciò Shanghai, giungendo a Nanchino due giorni dopo, quindi ne ripartì il 22 febbraio, arrivando a Kichow il 24; dopo due giorni lasciò Kichow alla volta di Hankow, dove arrivò il giorno stesso, e da dove partì il 6 marzo, arrivando ad I-Chang il 9 e ripartendo il 12 diretta ad Hankow, dove arrivò il 15. Il 18 marzo la cannoniera salpò da Hankow, giungendo a Kichow in giornata, e ripartendone il 19 marzo alla volta di Kiukiang, dove giunse lo stesso giorno e da dove ripartì il 25 marzo, arrivando a Nanchino l'indomani. Lasciata Nanchino il 30 marzo, la Carlotto rientrò a Shanghai il 1º aprile.
Tra la seconda metà degli anni venti e l'inizio degli anni trenta si alternarono in Cina anche il cacciatorpediniere Muggia (che si aggiunse al Libia, che era rimasto anch'esso in Cina: tali unità, insieme alle due cannoniere, formavano la squadra navale italiana in Cina), il trasporto Volta, l'incrociatore pesante Trento ed il cacciatorpediniere Espero. Nel marzo 1925 il Comando Navale Estremo Oriente comprendeva Libia, Caboto, Carlotto e l'incrociatore corazzato San Giorgio. Nel 1932, in seguito alla conquista giapponese della Manciuria ed ai problemi che ne derivarono, venne ricostituita la Divisione Navale dell'Estremo Oriente, comandata dall'ammiraglio Domenico Cavagnari e composta da Trento (nave ammiraglia), Libia, Espero, Caboto e Carlotto. In seguito Trento, Libia ed Espero furono sostituiti dall'esploratore Quarto. Nel 1934 l'ormai anziana ed usurata Caboto venne fatta rientrare in Italia, venendo rimpiazzata, nel 1935, dal posamine Lepanto, utilizzato come cannoniera: dopo la partenza, nel corso dello stesso anno, del Quarto, la Carlotto ed il Lepanto rimasero per due anni le uniche navi italiane in Cina, attive principalmente sul fiume Azzurro, sullo Huangpu ed a Shanghai. Dal 1937 al 1938, mentre scoppiava la seconda guerra sino-giapponese (il 7 luglio 1937, in seguito all'incidente del ponte di Marco Polo, parte degli equipaggi di Lepanto e Carlotto avevano formato un distaccamento con compiti di difesa degli interessi italiani in Cina, al quale si aggiunse poi il Battaglione San Marco di Tientsin), venne inviato in Estremo Oriente, quale nave comando, l'incrociatore leggero Raimondo Montecuccoli, sostituito, dal 1938 al 1939, dal Bartolomeo Colleoni.
Il 14 settembre 1937 la Carlotto lasciò Shanghai insieme ai piroscafi Macquaire ed Alexandra (aventi a bordo l'addetto militare in Cina, maggiore Principini, e gli ufficiali di collegamento, il tenente di vascello Carlo Thorel ed il tenente commissario Wladimiro Arlotta) per venire incontro al transatlantico Conte Biancamano, che si era ancorato a 4 miglia dalla foce dell'Huangpu. Il Conte Biancamano, proveniente da Massaua (da dov'era salpato il 27 agosto), trasportava il I Battaglione del 10º Reggimento della Divisione Granatieri di Savoia (una compagnia comando, tre di fucilieri ed una di mitraglieri, per un totale di 24 ufficiali, 46 sottufficiali, 174 graduati e 503 granatieri) con i relativi equipaggiamenti, inviato in Cina a tutela degli interessi italiani a Shanghai, minacciati dalla guerra sino-giapponese. I reparti del battaglione, nonché le relative armi, munizioni e materiali vennero trasbordati sul Macquaire e sull'Alexandra, che nel pomeriggio, insieme alla Carlotto, risalirono l'Huangpu, sulle cui rive infuriavano i combattimenti, raggiungendo Shanghai alle 17.30. Tra settembre e novembre 1937 settembre le compagnie da sbarco di Carlotto e Lepanto, insieme ai granatieri ed agli uomini del Reggimento San Marco, presidiarono le concessioni internazionali per tutelarle dall'occupazione giapponese di Shanghai.
Entro il settembre 1939, nell'imminenza dello scoppio della seconda guerra mondiale, furono fatti rientrare in Italia il Colleoni e tutti i reparti della Regia Aeronautica, della Guardia di Finanza e dei Carabinieri: in Cina rimasero solo Lepanto e Carlotto, di base a Shanghai, ed il presidio di terra del Battaglione San Marco.

#### La seconda guerra mondiale e l'armistizio

La Carlotto, a sinistra, e la Lepanto alla fonda sul fiume Azzurro sul finire degli anni Trenta.

Dal 10 giugno 1940, data dell'entrata in guerra dell'Italia, all'8 settembre 1943, data dell'armistizio con gli Alleati, la Lepanto e la Carlotto stazionarono pressoché inattive a Shanghai (dove venne internato, dal giugno 1940, anche il transatlantico Conte Verde), senza prendere parte a nessun'azione bellica. A bordo della Carlotto aveva sede l'ufficio del Comando Superiore Navale in Estremo Oriente. Secondo altre fonti, invece, la Carlotto trascorse gran parte del conflitto a Tientsin, trasferendosi a Shanghai solo successivamente.
Nella primavera del 1942 il cannone di poppa, con le relative munizioni, venne rimosso e trasferito sulla Lepanto. La Carlotto fu inoltre ulteriormente alleggerita dallo sbarco o consumo di una cinquantina di tonnellate di acqua e nafta: ciò portò il già ridotto pescaggio della cannoniera a divenire quasi nullo. Nel corso del conflitto, inoltre, la nave coloniale Eritrea, arrivata a Shanghai dopo essersi trasferita in Giappone dall'Eritrea alla caduta di tale possedimento, trasferì 19 Àscari del proprio equipaggio alla Carlotto.
Il 29 giugno 1943 il comandante ed il direttore di macchina della Carlotto, rispettivamente il capitano di corvetta Rabajoli ed il maggiore del Genio Navale Simeoni, vennero sbarcati per il rimpatrio, venendo sostituiti – senza regolari consegne – rispettivamente dal tenente di vascello Roberto De Leonardis, che faceva anche funzione di segretario del Comando Superiore Navale in Estremo Oriente (CSNEO), e dal capo meccanico di prima classe Bruno Camiciottoli.
Alla data dell'armistizio, l'8 (in Cina il 9) settembre 1943, la Carlotto era ormeggiata alle boe antistanti la Concessione francese di Shanghai, affiancata, lato dritto contro lato dritto, alla Lepanto, che aveva la prua rivolta verso sud (la Carlotto, perciò, l'aveva rivolta verso nord). La banchina distava circa duecento metri dalla cannoniera, mentre la boa d'ormeggio poppiera del Conte Verde era a circa trecento metri di distanza. L'equipaggio della cannoniera ammontava a 34 uomini: il comandante De Leonardis, unico ufficiale imbarcato, 14 sottufficiali italiani ed i 19 ascari trasferiti dall'Eritrea.
Il 9 settembre 1943 (in Italia, per via del fuso orario, era ancora l'8) il capo di stato maggiore della Regia Marina, ammiraglio Raffaele de Courten, ordinò a tutte le navi italiane in Estremo Oriente, mediante un telegramma «PAPA» (Precedenza Assoluta sulle Precedenze Assolute), di raggiungere un porto neutrale o, se ciò non fosse stato possibile, di autoaffondarsi. Dato che le tre navi a Shanghai non potevano raggiungere un porto neutrale, il capitano di vascello Giorgio Galletti, che sostituiva il parigrado Prelli, comandante in capo delle forze navali italiane in Cina, che si trovava al momento in Giappone, ne dispose l'autoaffondamento. Per primo si autoaffondò il Conte Verde, abbattendosi su di un fianco, e subito dopo, tra le 7 e le 7:30, anche la Lepanto e la Carlotto procedettero all'autoaffondamento. L'affondamento delle tre navi fu salutato dagli equipaggi con il saluto alla voce, ripetuto tre volte.
Alle 2.10 del 9 settembre, infatti, De Leonardis fu convocato a bordo della Lepanto, dove si trovava il capitano di vascello Galletti, che informò dell'armistizio ed invitò a seguire gli ordini, mantenere la disciplina e tenere il personale a bordo delle navi ed all'interno delle caserme. Alle quattro del mattino la stazione radio della Lepanto intercettò il proclama di Pietro Badoglio, che annunciava l'armistizio, ed alle 6:10 (per altre fonti alle 5) il comandante De Leonardis ed il comandante della Lepanto, capitano di corvetta Morante, intercettarono e decifrarono l'ordine di Supermarina, che disponeva l'autoaffondamento delle unità che non potessero raggiungere un porto neutrale od alleato. Secondo altre fonti il telegramma di Precedenza Assoluta, ricevuto dalla stazione radiotelegrafica del consolato, venne trasmesso per telefono sulla Carlotto, alle 5:30, venendo subito decifrato e risultando «Da Supermarina a Comando Superiore Navale E. O. – Tutte le navi italiane che non possono raggiungere porti inglesi od americani siano immediatamente autoaffondate». In seguito a tali ordini ed alle disposizioni di Galletti, che, giunto a bordo della Carlotto subito dopo la decrittazione del messaggio, aveva stabilito che le navi si sarebbero autoaffondate sul posto (le due cannoniere disponevano di nafta sufficiente solo ad allontanarsi di poco da Shanghai, e tale distanza sarebbe stata troppo ridotta per evitare ricerche da parte di unità giapponesi, anche in considerazione della ridotta velocità e delle scarse qualità nautiche delle due navi) dopo aver sbarcato i fondi ed il personale non necessario all'autoaffondamento ed aver distrutto i documenti segreti, De Leonardis compilò un telegramma cifrato con il quale ritrasmise l'ordine di Supermarina alla nave coloniale Eritrea ed all'incrociatore ausiliario Calitea II («D'ordine di Supermarina le navi italiane che non possono raggiungere porti inglesi od americani vengano immediatamente autoaffondate alt Pertitas Galletti»), ed un altro telegramma con il quale comunicò ai comandi Italbatt di Tientsin e Maridist di Pechino di distruggere gli archivi segreti, inviando inoltre loro il telegramma di Supermarina per conoscenza. Dopo aver compilato i telegrammi (ed aver chiesto al capitano di corvetta Morante di discutere la situazione, invece che procedere immediatamente ad autoaffondarsi), il comandante De Leonardis ordinò al direttore di macchina, il capo meccanico Camiciottoli, ed agli altri sottufficiali di macchina di preparare le manovre di autoaffondamento, e di accendere la calderina per distruggere nelle fiamme gli archivi segreti. Subito dopo De Leonardis ordinò al secondo capo furiere Otello Parpajola di portare al Consolato la cassa di bordo, contenente 31.000 dollari CRB, e chiese a Morante di informarlo del momento in cui la Lepanto si sarebbe autoaffondata, in modo da evitare incidenti, dato che le navi erano ormeggiate fianco a fianco. Il comandante provvide poi a disporre che tutto l'equipaggio, tranne 6 sottufficiali, abbandonasse la nave con un motosampan (lo sbarco di tali uomini, così come di quelli della Lepanto, avvenne sotto la direzione di Morante, che cercò di fare in modo che ciò non desse nell'occhio); De Leonardis stesso ed i 6 sottufficiali avrebbero lasciato la nave successivamente, con la baleniera di cui essa era dotata. Dopo essere tornato nella segreteria del CSNEO (situata a bordo della stessa Carlotto), De Leonardis si accertò che i messaggi da lui preparati fossero stati mandati alla stazione radiotelegrafica del Consolato per essere trasmessi, quindi, insieme al capo furiere Marinelli, bruciò i documenti più importanti dell'archivio del CSNEO, e subito dopo quelli della Carlotto, mentre altri documenti, alcuni già dotati di copertina di piombo ed altri impacchettati ed appesantiti con salmoni da scandaglio, vennero gettati nel fiume. Nel mentre, informato da Camiciottoli che la Lepanto aveva iniziato ad autoaffondarsi, De Leonardis ordinò che anche la Carlotto desse inizio all'autoaffondamento. Le valvola (idraulica) di allagamento della sala macchine non funzionarono, pertanto il capo meccanico Laneri, d'accordo con Camiciottoli, aprì due falle nello scafo, una a prua ed una a poppa. Una decina di minuti dopo aver impartito l'ordine De Leonardis, reputando che non si potesse attendere oltre per l'autoaffondamento, scese sulla coperta della propria nave, constatando che l'acqua aveva raggiunto il limite inferiore del bottazzo di legno e che l'equipaggio, tranne i 6 sottufficiali, aveva abbandonato la nave; Laneri, che aveva appena terminato di aprire le falle, lo informò di ciò. Dopo aver osservato che l'acqua si stava riversando con forza sia nei depositi munizioni che nei compartimenti ove Laneri aveva praticato le falle, gli ultimi sette uomini presero posto sulla baleniera ed abbandonarono la nave, raggiungendo la banchina subito dopo Morante, che vi si era recato con il motosampan. I due comandanti, tuttavia, dato che né la Lepanto (che era lentamente sbandata sulla dritta sino ad andare in forza sulla Carlotto e poi si era raddrizzata ed aveva continuato ad affondare molto lentamente) né la Carlotto sembravano prossime all'affondamento, risalirono sul motosampan per tornare a bordo, ma, appena giunti sulle rispettive navi, la Lepanto iniziò a sbandare pericolosamente e pertanto i due ufficiali dovettero nuovamente abbandonare le navi. Mentre il motosampan dirigeva verso il Conte Verde, la Lepanto impennò la prua, ruppe gli ormeggi con la Carlotto ed affondò (erano circa le sette del mattino), mentre la Carlotto rimaneva a galla, pertanto De Leonardis ordinò al padrone del motosampan di tornare verso la Carlotto, avendo deciso di incendiarla, qualora gli allagamenti non fossero bastati a provocarne l'affondamento, ma durante il breve tratto il motore del motosampan si guastò e l'imbarcazione, mentre cercava di proseguire a remi, venne fermata da un rimorchiatore della Gendarmeria giapponese: De Leonardis, affermando che vi fossero mine a bordo della Carlotto, cercò di impedire che il rimorchiatore abbordasse la cannoniera, sperando che essa affondasse nel frattempo, ma in breve fu obbligato a salire sulla nave agonizzante, scortato da un militare nipponico armato. A questo punto il comandante constatò che la nave era ingavonata sul lato di dritta, mentre l'acqua aveva cessato di entrare, e ritenne che la Lepanto, affondando, si fosse adagiata sul fondale abbattuta sul fianco sinistro, e che il lato di dritta (del quale affiorava, a qualche metro di distanza, il fanale di via) si fosse così venuto a trovare sotto la carena della Carlotto, che vi si era quindi appoggiata sopra, non potendo così affondare ulteriormente. Qualche minuto dopo un battello pompa si affiancò alla Carlotto, iniziando quindi a pomparne l'acqua.

La Carlotto in navigazione.

In seguito, nel secondo dopoguerra, la commissione d'inchiesta istituita per valutare la perdita della Carlotto e della Lepanto stabilì che ad impedire l'autoaffondamento avesse contribuito il fatto che la valvola d'allagamento della sala macchine fosse chiusa all'esterno con una flangia, e ritenne parzialmente colpevoli del mancato autoaffondamento sia Camiciottoli (che, pur essendo stato nominato direttore di macchina da poco tempo, era capo meccanico della Carlotto da anni, e avrebbe dovuto essere a conoscenza delle modifiche subite dalla presa a mare: la commissione giunse ad ipotizzare che avesse volutamente omesso di menzionare la modifica apportata alla valvola, ma è da rilevare che il capo meccanico provvide, non riuscendo ad allagare la sala macchine, a far aprire due falle) che De Leonardis (che, pur avendo assunto il comando della nave solo di recente, si sarebbe subito dovuto informare delle condizioni della nave, leggendone il giornale matricolare). In realtà il mancato affondamento della cannoniera fu causato soprattutto dal fatto che, nell'imbarcare acqua, si appoggiò sullo scafo già sommerso della Lepanto, che le impedì di affondare oltre. Dopo aver ricevuto un rimprovero solenne per non aver conosciuto in maniera opportuna la nave che comandava, De Leonardis fu l'unico, tra gli ufficiali in comando delle navi autoaffondatesi a Shanghai e Kōbe, a non ricevere alcuna decorazione, per via della punizione condonata e dell'affondamento solo parziale della Carlotto.
Tutto il personale, come ordinato, si concentrò nel cortile dell'edificio dell'ambasciata italiana: per ultimi sbarcarono il comandante della Carlotto, catturato dai gendarmi giapponesi mentre cercava di raggiungere la propria nave per accelerarne l'autoaffondamento, ed il secondo capo furiere Parpajola, al quale il comandante aveva affidato i 32.000 dollari CRB (dollari cinesi) della cassa di bordo, che, come ordinato, vennero quindi consegnati al capo di prima classe Giuseppe Tarsitano (anch'egli della Carlotto), l'addetto dell'ambasciata preposto a tale compito.
Dopo la cattura, il comandante De Leonardis (che nel pomeriggio, scortato da militari giapponesi, venne portato, insieme a Morante, nella caserma ove erano stati concentrati gli altri uomini), gli ufficiali e gli equipaggi della Carlotto e della Lepanto ed il reparto del Battaglione San Marco di stanza a Shanghai vennero dapprima radunati e disarmati e quindi temporaneamente internati nella caserma del San Marco nella Robinson Road. Tra l'11 ed il 12 settembre alcuni ufficiali, tra cui De Leonardis, ed un sottufficiale, Camiciottoli, vennero separati dal resto del personale, trasportati nella prigione di Hannen Road e quindi sottoposti a vari interrogatori, tesi a cercare di provare che l'autoaffondamento fosse stato organizzato prima del 9 settembre. Il resto dell'equipaggio della Carlotto, nella quasi totalità, al pari di quello della Lepanto e degli uomini del Battaglione San Marco, accettò di collaborare con le forze giapponesi, aderendo alla Repubblica Sociale Italiana e partecipando, come lavoranti civili (e disarmati), alle operazioni di pulizia della recuperata Lepanto, mentre due sottufficiali, tra cui uno della Carlotto, il capo meccanico di terza classe Giuseppe Laneri (anch'essi aderenti alla RSI, ma giudicati responsabili degli autoaffondamenti), vennero anch'essi incarcerati, il 2 dicembre, nella prigionieri di Hannen Road insieme agli ufficiali, ai quali riferirono dell'accaduto. De Leonardis, Camiciottoli e Laneri, insieme a diversi ufficiali, rimasero nel carcere di Hannen Road sino all'inizio dell'aprile 1944, quando furono trasferiti nel campo di prigionia di Kiangwan. Il 9 maggio 1945 i prigionieri furono trasferiti a Feng-tai, vicino a Pechino, e tra giugno e luglio vennero divisi tra i campi di Omori (Tokyo) e Kawasaki. Dopo la liberazione, avvenuta nell'agosto 1945, i prigionieri, tra cui De Leonardis, vennero trasferiti più volte tra località del Giappone e dell'Oceano Pacifico controllate dalle forze statunitensi e navi ospedale, venendo anche accidentalmente dichiarati prigionieri degli Stati Uniti (essendo stati scambiati con quanti avevano collaborato con le forze nipponiche) e potendo infine essere rimpatriati con la motonave olandese Weltevreden, che lasciò Honolulu il 13 gennaio 1946 e giunse a Napoli un mese più tardi. Il resto dell'equipaggio della Carlotto (al pari del restante personale militare italiano in Estremo Oriente), dopo la fine della guerra e la liberazione, venne rimpatriato a bordo dei mercantili Marine Falcon (statunitense) e Sestriere (italiano) nel gennaio-febbraio 1947.

### Il servizio sotto bandiera giapponese e cinese
Il 15 ottobre 1943 la Carlotto venne recuperata dalle forze giapponesi, venendo quindi trasferita al cantiere Mitsubishi Shipbuilding's Kiangnan Dockyard, sito a Shanghai.
Dopo essere stata riparata dalle forze nipponiche, l'Ermanno Carlotto entrò in servizio per la Marina imperiale giapponese, con il nome di Narumi (in giapponese 鳴海). Formalmente la nave entrò in servizio a lavori ancora in corso, il 1º novembre 1943 (per altre fonti il 15 o 25 ottobre 1943), venendo aggregata al Distretto Navale di Sasebo ed assegnata alla Forza Speciale di Base nel Settore del fiume Azzurro(Flotta del Settore della Cina), sotto il comando del tenente di vascello Yoshida Komao; il 5 novembre la Narumi fu trasferita alla Forza di Vigilanza del Basso fiume Azzurro (sempre nell'ambito della Flotta del Settore della Cina).
Nel corso dei lavori l'armamento fu modificato, sostituendo i due cannoni da 76/40 mm con altrettanti pezzi dello stesso calibro ma di produzione giapponese, e sbarcando, il 6 dicembre, le mitragliere da 7,7/80 mm, che vennero sostituite con una mitragliera binata da 25 mm Type 96, un'altra anch'essa binata 13,2 mm Type 93 e 4 singole 7,7 mm Type 92. La nave imbarcò inoltre venti fucili Tipo 38 Arisaka e cinque pistole Tipo 14 Nambu per il drappello da sbarco, oltre a ricevere attrezzature radio di produzione giapponese. L'equipaggio risultò ammontare a 57 uomini.
I lavori di riparazione terminarono il 12 dicembre 1943, ed il giorno successivo la Narumi si portò al largo di Shanghai per effettuare prove in mare durante le quali misurare l'altezza metacentrica. Dal 15 al 27 dicembre la cannoniera compì varie altre prove in mare di breve durata, per collaudare il funzionamento dell'apparato motore e del nuovo armamento. Il 31 dicembre, ultimati tutti i lavori, la nave lasciò Shanghai per Anking, dove arrivò il 3 gennaio 1944, iniziando a pattugliare il fiume nella zona di Anking ed Hankow (per altre fonti, probabilmente erronee, la nave divenne operativa il 3 marzo 1944). Terminato il primo pattugliamento, la nave rientrò ad Anking il 7 gennaio, mentre il 21 febbraio giunse a Kiukiang.
Il 24 febbraio, dopo le 17:50, la città ed il porto di Kiukiang furono attaccati da nove bombardieri North American B-25 Mitchell, in un'incursione della durata di 65 minuti: la Narumi e la Seta (un'altra cannoniera nipponica), ancorate al largo di Kiukiang, risposero al fuoco con le proprie armi contraerei, senza subire danni. A fine febbraio la Narumi iniziò pattugliamenti regolari tra Kiukiang ed Anking insieme alle cannoniere Seta e Tatara, avendo base a Kiukiang.
Il 3 giugno 1944, a partire dall'1:05, il porto di Anking fu attaccato da numerosi bombardieri B-25 Mitchell e Consolidated B-24 Liberator, che sganciarono le proprie bombe da una quota di 2000 metri: la Narumi e la Tatara, all'ancora nei pressi della città, non furono colpite ed aprirono al fuoco contro i velivoli statunitensi.
Il 18 giugno la Narumi, la Tatara ed altre due cannoniere, la Suma e l'Atami, furono attaccate da tre bombardieri B-25 Mitchell scortati da dodici caccia Lockheed P-38 Lightning: la Narumi non fu colpita, ma, dopo aver sparato 455 colpi da 25 mm, il percussore della mitragliera contraerea Tipo 96 si ruppe. Il 21 luglio, a seguito di un'avaria alle caldaie, il comandante della Narumi richiese che la nave fosse inviata nel cantiere di Kiangnan per le riparazioni: il 1º agosto la nave giunse a Shanghai, dove venne sottoposta a lavori di riparazione delle caldaie, protrattisi sino al 25 agosto, nei cantieri Mitsubishi Shipbuilding's Kiangnan Dockyard, imbarcando anche un'ulteriore mitragliera binata Tipo 93 da 13,2 mm, ed aumentando l'equipaggio a 59 uomini.

La cannoniera vista di profilo.

Lo stesso 25 agosto la cannoniera lasciò Shanghai, dove rientrò in giornata prima di ripartire, il giorno seguente, alla volta di Anking, dove arrivò il 1º settembre, dopo aver sostato a Nanchino il 31 agosto per rifornirsi di carburante. A metà settembre la Narumi pattugliò il fiume Azzurro tra Anking, Kiukiang e Nanchino, venendo due volte attaccata da B-25, ma uscendo illesa da entrambi gli attacchi.
Nella serata del 5 ottobre la nave ripartì da Anking verso Kiukiang, dove arrivò nella prima mattinata del giorno successivo, ma intorno a mezzogiorno del 7 ottobre fu attaccata da caccia Curtiss P-40 «Warhawk»: dopo le 12:25, due caccia mitragliarono la Narumi da un'altezza di 80 metri, sganciando anche alcune bombe, una delle quali colpì la cannoniera nel serbatoio del carburante di sinistra (aprendo un foro di quasi 60 centimetri nel ponte superiore, ma senza scoppiare), mentre altre due caddero nelle immediate vicinanze della nave, perforando il cielo di un locale dell'equipaggio con le proprie schegge. Non scoppiò nessun incendio, ma i propulsori del timone vennero temporaneamente posti fuori uso, mentre due marinai rimasero leggermente feriti. Alle 3:50 dell'8 ottobre la nave officina Hayase arrivò sul posto per riparare la Narumi, completando i lavori entro il giorno seguente, nonostante i continui allarmi aerei.
Il 10 ottobre la Narumi fu assegnata alla 24ª Divisione Cannoniere, insieme alla Tatara (nave di bandiera di tale divisione), mantenendo la propria base a Kiukiang. Tra il 15 ed il 26 novembre la cannoniera raggiunse Hankow e vi imbarcò rifornimenti, per poi tornare a Kiukiang. Il 2 dicembre la Narumi e la Tatara, ancorate a Kiukiang, furono assalite da sei caccia North American P-51 Mustang, senza subire alcun danno. Due giorni dopo la sola Narumi fu nuovamente attaccata da sei Mustang, ed il giorno seguente (intorno alle undici) subì un nuovo attacco ad opera di cinque Mustang, ma in entrambi i casi non riportò danni. Alle 13:17 del 7 dicembre 1944 due Mustang attaccarono nuovamente il porto di Kiukiang, mitragliando la Narumi e la Tatara, nonché i mercantili Maruko Maru e Rasan Maru, ma anche tale attacco non arrecò nessun danno alle navi.
Il 14 gennaio 1945, intorno a mezzogiorno, la cannoniera lasciò Kiukiang per Hankow insieme alla Seta, ma il giorno successivo, mentre navigava sul fiume Azzurro nei pressi di Hankow, la Narumi fu coinvolta in un'incursione su Hankow da parte di 18 B-25 Mitchel del 341st Group della 14th Air Force, scortati da 20 P-51 Mustang e P-40 Warhawk: colpita, la Narumi fu gravemente danneggiata. Il giorno seguente, dopo il tramonto, la nave lasciò Kiukiang per Shanghai, sostando ad Anking e Nanchino e giungendo a Shanghai il 22 gennaio; il giorno seguente la cannoniera entrò nel bacino di carenaggio n. 2 dei Mitsubishi Shipbuilding's Kiangnan Dockyard, restandovi sino al 20 febbraio 1945.
Il 1º marzo la Narumi lasciò Shanghai per una breve prova in mare, rientrando il giorno stesso. L'8 marzo il tenente di vascello Koike Mitsuo fu destinato al comando della cannoniera, e due giorni dopo il suo parigrado Yoshida Komao lasciò il comando della nave. Il 14 marzo la cannoniera lasciò Shanghai per Anking insieme alla Suma, fermandosi a Kiangyin in serata; il 19 marzo, ripresa la navigazione sul fiume Azzurro, la Narumi dovette tornare a Kiangyin per attendere che alcune mine venissero dragate dal fiume, ripartendo alle 14:35, insieme alla Suma. Alle 15:26, 51 miglia a monte di Kiangyin, la Suma urtò una mina posata il precedente 4 marzo da aerei della 14th Air Force, venendo devastata dall'esplosione e gradualmente affondando, abbattendosi sul lato sinistro, in posizione 32°00' N e 120°00' E: otto marinai persero la vita, mentre altri 76, 40 dei quali feriti, furono tratti in salvo dalla Narumi in un'operazione di soccorso protrattasi per tre ore. La Narumi rientrò quindi a Shanghai, arrivandovi il 20 marzo e sbarcando i feriti della Suma.
Il 2 aprile, dopo le 10:20, la Narumi venne attaccata a Shanghai da numerosi caccia P-51, uscendo però indenne dall'incursione. Il 5 aprile la nave lasciò Shanghai alla volta di Anking, dove arrivò il 10 aprile, dopo una sosta a Nanchino; il 15 aprile la cannoniera fu assegnata alla Flotta della Zona di Anking. Il 24 maggio il comando della Forza Speciale di Base dell'Area del fiume Azzurro ordinò a tutte le cannoniere fluviali di sbarcare il proprio armamento nel porto più vicino e quindi trasferirsi a Shanghai. Alle sei del mattino del 10 giugno la Narumi, insieme alla Tatara, lasciò Anking diretta a Shanghai, fermandosi a Yanhu durante la navigazione, per sbarcarvi due mitragliere binate da 13,2 mm. Il 13 giugno, alle 16:15, la nave arrivò a Shanghai (a bordo aveva ancora la mitragliera binata da 25 mm e 4 da 7,7 mm) e poco dopo fu trasferita nel Mitsubishi Shipbuilding's Kiangnan Dockyard, dove rimase sino alla fine del conflitto. Il restante armamento della Narumi venne rimosso per rinforzare le difese di terra.
Secondo alcune fonti, il 15 settembre 1945 la Narumi si arrese alle forze cinesi nello stesso cantiere Mitsubishi Kiangnan, venendo successivamente ceduta alla Cina nazionalista e rinominata Kiang Kun (la nave fu radiata dai ruoli della Marina Imperiale Giapponese il 30 settembre 1945). Secondo altra versione il 15 agosto 1945 (per altre fonti nel luglio 1945), con la resa del Giappone, la Narumi venne consegnata a Shanghai alle forze della Cina nazionalista. Per altre fonti, la nave sarebbe stata consegnata, nell'agosto 1945, alle forze statunitensi (o sarebbe stata catturata da forze statunitensi il 20 agosto 1945), che nel 1946 (il 1º gennaio) l'avrebbero poi trasferita alla Cina (oppure, la nave si sarebbe arresa nell'agosto 1945 agli Alleati, entrando in servizio nella Marina cinese nel 1946 o venendo da essi consegnata alla Cina nel corso dello stesso agosto 1945).
La nave entrò in servizio nel 1946 (per altre fonti il 1º gennaio 1947), dopo la consegna quale riparazione di guerra, nella Marina della Cina nazionalista.
Le fonti divergono circa la successiva sorte della cannoniera: secondo una versione, essa sarebbe stata ribattezzata Yen Ning ed avrebbe servito sotto la Marina cinese per un periodo imprecisato, e la sua sorte finale non sarebbe nota. Secondo altre fonti la nave, ribattezzata Kiang Kun (in cinese 錢坤), sarebbe andata perduta nel 1949, nell'ambito della guerra civile tra nazionalisti e comunisti che avrebbe portato Mao Tse-tung al controllo della Cina, oppure, sotto un altro nome, avrebbe servito anche per la Marina della Cina comunista (o, con lo stesso nome, dal 1949). Un'altra versione afferma che la nave, consegnata alla Cina Nazionalista dagli USA nel 1946, sarebbe entrata in servizio come Kiang Kun nel 1949, venendo demolita nel 1965 o nel 1960. Per fonti ancora differenti la cannoniera, dopo essere passata sotto il controllo delle forze cinesi, sarebbe affondata per cause accidentali e, dopo il recupero e la rimessa in servizio, sarebbe stata impiegata sino alla radiazione, avvenuta nel 1958. Secondo un'ulteriore versione, la Kiang Kun, in servizio per la Cina Nazionalista nel 1946, sarebbe stata affondata durante un bombardamento da parte delle forze comuniste nel 1947, riportata a galla nel 1953 e quindi posta in servizio, con il medesimo nome, nella Marina della Cina Popolare, venendo radiata nel 1958, oppure sarebbe stata catturata dalle forze cinesi comuniste nel 1949, entrando in servizio nella Marina della Cina Popolare e venendo smantellata nel 1965 o nel 1972-1976. Per versione ancora differente la nave, terminata la seconda guerra mondiale, sarebbe stata incorporata nella Marina cinese comunista, venendo accidentalmente affondata per fuoco amico durante la guerra civile tra comunisti e nazionalisti e quindi recuperata e rimessa in servizio nel 1953, per poi essere radiata per anzianità nel 1958 (o nel 1962-1963).